# Nonoză

Structura chimică a acidului beta-neuraminic

O nonoză este un tip de monozaharidă care conține nouă atomi de carbon. Din această clasă fac parte două subclase de derivați importanți:
- acizii neuraminici
- acizii sialici